# Tony McQuay
Tony McQuay, född 16 april 1990 i West Palm Beach i Florida, är en amerikansk friidrottare inom kortdistanslöpning.
McQuay ingick i USA:s lag som tog OS-silver på 4 x 400 meter stafett vid friidrottstävlingarna 2012 i London.